# Bene qui latuit, bene vixit

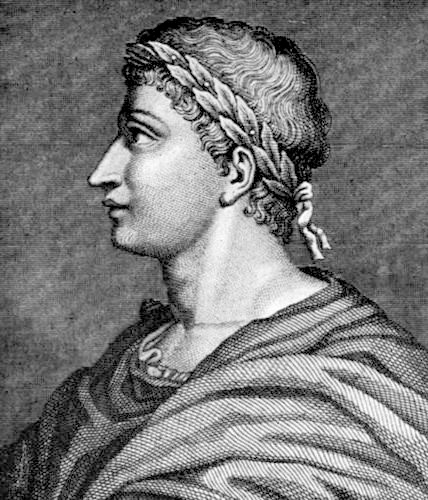
Овідій

Bene qui latuit, bene vixit (в перекладі з  лат. — «Добре прожив той, хто добре заховався») — латинський крилатий вислів, що є цитатою з елегії  Публія Овідія Назона («Скорботні елегії», книга III, елегія четверта):

Вір мені: добре прожив, хто вмів ховатися добре, 

І поза межі, що їх доля вказала, не йшов.
— Овідій. Скорботні елегії.
В контексті першоджерела мова йде про те, що непомітне життя краще, тоді як людина, що піднялася високо, яка бажає від життя занадто багато, приречена на болюче падіння (як приклади наводяться долі Ікара, Фаетона і інших героїв міфу); зокрема, і власну долю, Овідій, пише з далекого заслання, представляє як сумний приклад недотримання цього життєвого правила.
Формула Овідія є відгуком на аналогічну думку, висловлену Горацієм в Посланні до Сцеве: «Прожив не зле і той, хто невідомим народився і помер» («Послання», I, 17, 10, пер. Н. С. Гинцбурга). Горацій, своєю чергою, спирається на грецького філософа Епікура, головним життєвим правилом якого було «Живи непомітно» ( давньогр. Λάθε βιώσας) — оскільки понад усе слід дорожити душевним спокоєм, максимально захистивши себе від хвилювань, і, звичайно ж, від державних справ, які вимагають багато зусиль і приносять мало задоволення.